# Eleutherodactylus emiliae
Eleutherodactylus emiliae är en groddjursart som beskrevs av Dunn 1926. Eleutherodactylus emiliae ingår i släktet Eleutherodactylus och familjen Eleutherodactylidae. IUCN kategoriserar arten globalt som starkt hotad. Inga underarter finns listade i Catalogue of Life.